# 埃马勒维尔
埃马勒维尔（法語：Émalleville，法語發音：[emalvil]）是法国厄尔省的一个市镇，属于埃夫勒区。

## 地理
埃马勒维尔（49°5'41"N, 1°9'33"E）面积4.19 平方千米，位于法国诺曼底大区厄尔省，该省份为法国北部内陆省份，北起滨海塞纳省，西接奧恩省和卡爾瓦多斯省，南至厄尔-卢瓦省，东临瓦兹省、瓦兹河谷省和伊夫林省。
与埃马勒维尔接壤的市镇（或旧市镇、城区）包括：勒布莱莫兰、布罗斯维尔、拉沙佩勒-迪布瓦德福、诺芒维尔。

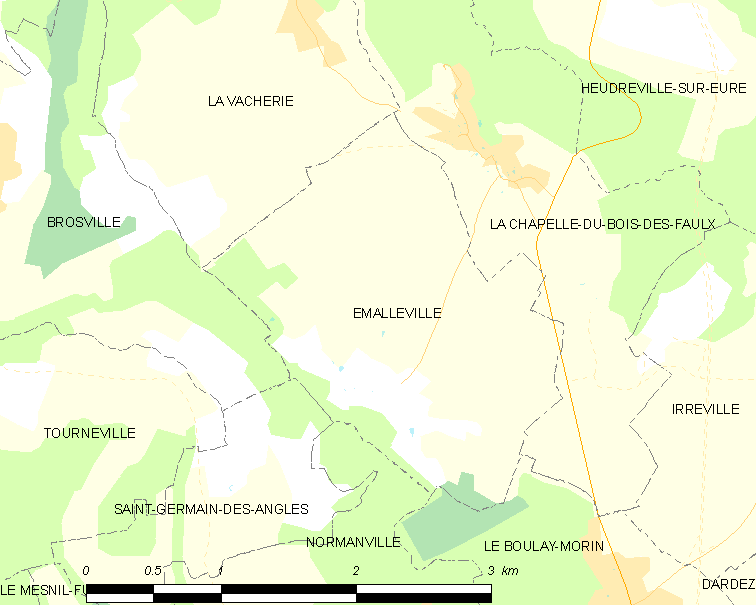
埃马勒维尔的OSM定位图

埃马勒维尔的时区为UTC+01:00、UTC+02:00（夏令时）。

## 行政
埃马勒维尔的邮政编码为27930，INSEE市镇编码为27216。

## 政治
埃马勒维尔所属的省级选区为埃夫勒第二县。

## 人口

1962-2008年间埃马勒维尔人口变化图示

埃马勒维尔于2022年1月1日时的人口数量为465人。